# Lom Strážné
Lom Strážné je biologicky cenná lokalita (donedávna přírodní památka) poblíž obce Strážné v okrese Trutnov v Královéhradeckém kraji. Statut přírodní památky byl 1. července 2021 zrušen, protože lokalita požívá ochrany na úrovni kategorie národní park, neboť leží na území Krkonošského národního parku.

## Předmět ochrany
Předmětem ochrany bývalého lomu jsou jak geologické fenomény, tak výskyt vzácných a chráněných druhů rostlin a živočichů.

### Geologie
V lomu jsou chráněny zbytky čočky krystalického vápence (mramoru), která se vytvořila ve svorech krkonošského krystalinika a předmětem ochrany jsou i geomorfologické prvky – místní krasové jevy.

### Flóra
Na lokalitě se po ukončení těžby vytvořila vápnomilná, teplomilná a mokřadní rostlinná společenstva, včetně zvláště chráněných druhů. Roste zde například v Krkonoších nejpočetnější populace orchideje druhu prstnatec Fuchsův. Celkem se na lokalitě vyskytuje více než 210 druhů cévnatých rostlin a 45 druhů mechorostů. Kromě zmíněné orchideje lze jmenovat např. jednokvítek velekvětý, hruštičku menší, toliji bahenní, korálici trojklanou, bradáček vejčitý nebo vratičku měsíční. Je zde předpoklad vytvoření příznivých podmínek pro další rozšíření vápnomilných druhů chráněných rostlin.

### Fauna
Předmětem ochrany jsou též silně ohrožené druhy obojživelníků (čolek horský, skokan hnědý), žijících v jezírku na dně lomu, plazi (zmije obecná, ještěrka živorodá) na suchých stanovištích a netopýři (nejčastěji netopýr vodní), zimující v odvodňovací štole bývalého lomu.

## Historie
Lom byl založen v sedle mezi údolími Klínového a Husího potoka na výchozu krystalického vápence. Zdejší vápencová čočka je dlouhá 700 metrů o mocnosti až 200 metrů. Ložisko bylo využíváno od 18. století, původně bylo majetkem šlechtického rodu Morzinů. Od přelomu 19. a 20. století zde tzv. krkonošský mramor, používaný jako dekorační kámen, těžila firma Kratzer. Po druhé světové válce bylo ložisko znehodnoceno clonovými odstřely, těžba pro vápenku v Kunčicích nad Labem pokračovala do počátku sedmdesátých let 20. století. Lom je dvouetážový, lomová jáma má rozměry 220 × 140 metrů a hloubku přes 50 metrů. Zahloubené spodní patro bylo odvodňováno štolou, která ústí těsně nad korytem Klínového potoka. Touto cestou byl zčásti dopravován i vytěžený materiál. Těžba byla ukončena v roce 1975.

## Přístup
Přírodní památka se nachází na západním okraji osady Hříběcí Boudy, zhruba dva km severně od Strážného. Chráněného území se dotýká tzv. Horská silnice, která vede až nad Černý Důl a z níž odbočuje zásobovací komunikace na Lahrovy a Rennerovy boudy. Kolem přírodní památky prochází červeně značená turistická cesta z Vrchlabí na Luční boudu. U lomu se nachází služebna strážců národního parku, jejíž okolí je upraveno jako odpočinkové a informační místo s mapou, panely a lavičkami. Od turistického rozcestí u Jezerních domků vede k přírodní památce také zelená značka, cyklotrasa K1B a naučná stezka, zvaná Slezská stezka. Jihovýchodní hranice chráněného území se dotýká také modře značená turistická cesta, která vede z Dolního Dvora přes Friesovy a Klínové boudy až do Špindlerova Mlýna. 